# Гран-при Сент-Питерсберга
Гран-при Сент-Питерсберга (спонсорское название — Firestone Grand Prix of St. Petersburg) — крупное автоспортивное мероприятие, проводящееся на улицах Сент-Питерсберга, США в начале весны. Одними из главных мероприятий уик-энда Гран-при являются гонки серии IndyCar Series и её серий поддержки.

## История
Гоночные соревнования в Сент-Питерсберге впервые были проведены в 1985 году. Этапы SCCA Trans-Am Series проводились нижней части города, затрагивая набережную в 1985—1990. Жалобы местных жителей на шум заставили организаторов прервать проведение соревнования. Гонки в районе Тампа-Бей организовывалась при содействии IMSA на Ярмарочной площади штата Флорида в 1989—1990.
В 1996—1997 г. соревнование в Сент-Питерсберге возрождалось на трассе вокруг стадиона Tropicana Field. Основным соревнование выступал этап Trans-Am Series, гонками поддержки выступали чемпионаты U.S. FF2000, World Challenge, Pro SRF и Barber Dodge. Соревнование было признано успешным, а новая версия трассы — нет. Проведение Гран-при снова было прекращено.
В 2003 году соревнование возродилось вновь — уже как этап доживавшей последние годы серии Champ Car. Организаторы использовали несколько модифицированную схему кольца 1985—1990 годов, сохранив отрезок на набережной.
Соревнование 2004 года было отменено из-за разногласий между организаторами, однако в 2005 году оно вновь прошло — но уже как этап другого чемпионата — Лиги гонок Инди (IRL). Та гонка стала первым этапом серии не на овале. С 2007 года в рамках уик-энда также проводится этап ALMS.
В 2008 году было заявлено, что Andretti Green Promotions (компания, владеющая правами на проведение этапа) продлила контракт с властями города до 2013 года.
С 2014 года титульном спонсором этапа является производитель шин Firestone.
В ноябре 2015 года было объявлено, что трасса сохранит за собой право открывать сезон IndyCar как минимум до 2020 года.

## Победители разных лет

### CART / IRL / IndyCar Series
| Сезон                                         | Дата             | Пилот-победитель   | Шасси            | Двигатель        | Команда               | Гонка            |
| этапы серии CART                              | этапы серии CART | этапы серии CART   | этапы серии CART | этапы серии CART | этапы серии CART      | этапы серии CART |
| --------------------------------------------- | ---------------- | ------------------ | ---------------- | ---------------- | --------------------- | ---------------- |
| 2003                                          | 23 февраля       | Пол Трейси         | Lola             | Ford-Cosworth    | Forsythe Racing       | Отчёт            |
| этапы серии IRL, IRL IndyCar и IndyCar Series |                  |                    |                  |                  |                       |                  |
| 2005                                          | 3 апреля         | Дэн Уэлдон         | Dallara          | Honda            | Andretti Green Racing | Отчёт            |
| 2006                                          | 2 апреля         | Элио Кастроневес   | Dallara          | Honda            | Team Penske           | Отчёт            |
| 2007                                          | 1 апреля         | Элио Кастроневес   | Dallara          | Honda            | Team Penske           | Отчёт            |
| 2008                                          | 6 апреля         | Грэм Рэйхал        | Dallara          | Honda            | Newman/Haas Racing    | Отчёт            |
| 2009                                          | 5 апреля         | Райан Бриско       | Dallara          | Honda            | Team Penske           | Отчёт            |
| 2010                                          | 29 марта         | Уилл Пауэр         | Dallara          | Honda            | Team Penske           | Отчёт            |
| 2011                                          | 27 марта         | Дарио Франкитти    | Dallara          | Honda            | Chip Ganassi Racing   |                  |
| 2012                                          | 25 марта         | Элио Кастроневес   | Dallara DW12     | Chevrolet        | Team Penske           |                  |
| 2013                                          | 24 марта         | Джеймс Хинчклифф   | Dallara DW12     | Chevrolet        | Andretti Autosport    |                  |
| 2014                                          | 30 марта         | Уилл Пауэр         | Dallara DW12     | Chevrolet        | Team Penske           |                  |
| 2015                                          | 29 марта         | Хуан Пабло Монтойя | Dallara DW12     | Chevrolet        | Team Penske           |                  |
| 2016                                          | 13 марта         | Хуан Пабло Монтойя | Dallara DW12     | Chevrolet        | Team Penske           |                  |
| 2017                                          | 12 марта         | Себастьен Бурдэ    | Dallara DW12     | Honda            | Dale Coyne Racing     |                  |
| 2018                                          | 11 марта         | Себастьен Бурдэ    | Dallara DW12     | Honda            | Dale Coyne Racing     |                  |
| 2019                                          | 10 марта         | Джозеф Ньюгарден   | Dallara DW12     | Chevrolet        | Team Penske           |                  |
| 2020                                          | 25 октября       | Джозеф Ньюгарден   | Dallara DW12     | Chevrolet        | Team Penske           |                  |
| 2021                                          | 25 апреля        | Колтон Херта       | Dallara DW12     | Honda            | Andretti Autosport    |                  |
| 2022                                          | 27 февраля       | Скотт Маклохлин    | Dallara DW12     | Chevrolet        | Team Penske           |                  |
| Источник:                                     |                  |                    |                  |                  |                       |                  |

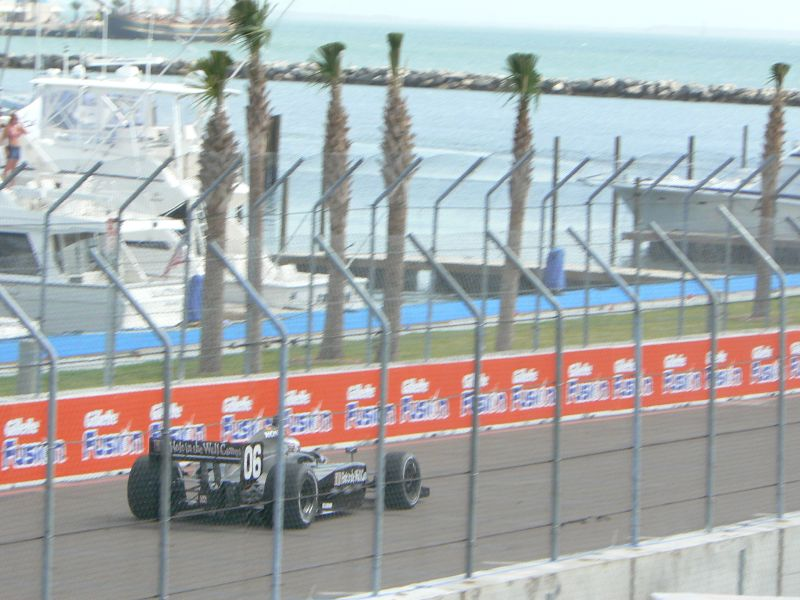
Победитель гонки IRL IndyCar 2008 года
Грэм Рейхал тренируется перед гонкой

- В 2020 гонка была перенесена с 15 марта на 25 октября вследствие пандемии COVID-19[5]

### Indy Lights

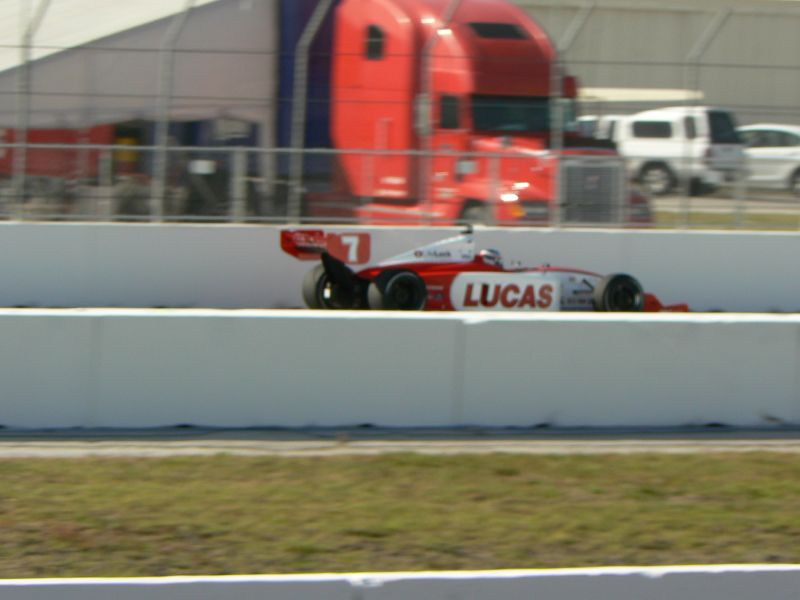
Победитель 2-й гонки сезона 2008 года серии Indy Lights Ричард Антинуччи на тренировке

| Сезон     | Дата                           | Пилот-победитель               | Шасси                          | Мотор                          |
| --------- | ------------------------------ | ------------------------------ | ------------------------------ | ------------------------------ |
| 2005      | 3 апреля                       | М.Андретти                     | Dallara                        | Infiniti                       |
| 2006      | 1 апреля (1-я гонка)           | Р. Матуш                       | Dallara                        | Infiniti                       |
| 2006      | 2 апреля (2-я гонка)           | Р. Матуш                       | Dallara                        | Infiniti                       |
| 2007      | 31 марта (1-я гонка)           | А. Ллойд                       | Dallara                        | Infiniti                       |
| 2007      | 1 апреля (2-я гонка)           | А.Ллойд                        | Dallara                        | Infiniti                       |
| 2008      | 5 апреля (1-я гонка)           | Р. Матуш                       | Dallara                        | Infiniti                       |
| 2008      | 6 апреля (2-я гонка)           | Р. Антинуччи                   | Dallara                        | Infiniti                       |
| 2009      | 4 апреля (1-я гонка)           | Дж. Страус                     | Dallara                        | Infiniti                       |
| 2009      | 5 апреля (2-я гонка)           | Дж. Страус                     | Dallara                        | Infiniti                       |
| 2010      | 28 марта                       | Ж.-К. Вернэ                    | Dallara                        | Infiniti                       |
| 2011      | 27 марта                       | Д. Ньюгарден                   | Dallara                        | Honda                          |
| 2012      | 24 марта                       | Т. Вотье                       | Dallara                        | Honda                          |
| 2013      | 23 марта                       | Д. Хоуксворт                   | Dallara                        | Honda                          |
| 2014      | 30 марта                       | З. Вич                         | Dallara                        | Honda                          |
| 2015      | 28 марта                       | Э. Джонс                       | Dallara IL-15                  | Mazda                          |
| 2015      | 29 марта                       | Э. Джонс                       | Dallara IL-15                  | Mazda                          |
| 2016      | 12 марта                       | Ф. Сераллес                    | Dallara IL-15                  | Mazda                          |
| 2016      | 13 марта                       | Ф. Розенквист                  | Dallara IL-15                  | Mazda                          |
| 2017      | 11 марта                       | А. Теллиц                      | Dallara IL-15                  | Mazda                          |
| 2017      | 12 марта                       | К. Херта                       | Dallara IL-15                  | Mazda                          |
| 2018      | 10 марта                       | П. О’Уорд                      | Dallara IL-15                  | Mazda                          |
| 2018      | 11 марта                       | С. Урутиа                      | Dallara IL-15                  | Mazda                          |
| 2019      | 9 марта                        | З. Кламан                      | Dallara IL-15                  | AER                            |
| 2019      | 10 марта                       | Р. Викей                       | Dallara IL-15                  | AER                            |
| 2020      | Отмена из-за пандемии COVID-19 | Отмена из-за пандемии COVID-19 | Отмена из-за пандемии COVID-19 | Отмена из-за пандемии COVID-19 |
| 2021      | 24 апреля                      | К. Кирквуд                     | Dallara IL-15                  | AER                            |
| 2021      | 25 апреля                      | Д. Малукас                     | Dallara IL-15                  | AER                            |
| 2022      | 27 февраля                     | М. Брейбэм                     | Dallara IL-15                  | AER                            |
| Источник: |                                |                                |                                |                                |

### Американская серия Ле-Ман
| Сезон | Команда-победитель в LMP1   | Команда-победитель в LMP2   | Команда-победитель в GT1               | Команда-победитель в GT2      |
| Сезон | Пилоты-победители в LMP1    | Пилоты-победители в LMP2    | Пилоты-победители в GT1                | Пилоты-победители в GT2       |
| ----- | --------------------------- | --------------------------- | -------------------------------------- | ----------------------------- |
| 2007  | #1 Audi Sport North America | #6 Penske Racing            | #4 Corvette Racing                     | #62 Risi Competizione         |
| 2007  | Р.Капелло А.МакНиш          | С.Массен Р.Бриско           | О.Гевин О.Беретта                      | М.Сало Ж.Мело                 |
| 2008  | #2 Audi Sport North America | #7 Penske Racing            | #4 Corvette Racing                     | #71 Tafel Racing              |
| 2008  | Marco Werner Lucas Luhr     | Т.Бернхард Р.Дюма           | О.Беретта О.Гевин                      | Д.Фарнбахер Д.Мюллер          |
| 2009  | #9 Patrón Highcroft Racing  | #15 Lowe's Fernández Racing | Соревнование для класса не проводилось | #45 Flying Lizard Motorsports |
| 2009  | Д.Брэбэм С.Шарп             | А.Фернандес Л.Диас          | Соревнование для класса не проводилось | П.Лонг Й.Бергмайстер          |

Жирным выделены победители в абсолютном зачёте

### SCCA Trans-Am
- 1985 — Вилли Т. Риббс
- 1986 — Пит Халсмер
- 1987 — Скотт Пруэтт
- 1988 — Уолтер Рёрл
- 1989 — Ив Хёрр
- 1990 — Крис Кнейфел
- 1996 — Рон Феллоус
- 1997 — Томми Кендалл
- 2003 — Скотт Пруэтт

### IMSA (Ярмарочная площадь)
- 1989 — Прайс Кобб
- 1990 — Джеймс Уивер

## Трасса

Схема трассы в 1985—1991 годах

Схема трассы в 1996—2000 годах

Сент-Питерсбергская трасса представляет собой уличное кольцо, соединяющее часть дорог общего пользования, одну из взлётно-посадочных полос местного аэропорта Albert Whitted и часть автостоянок парка Progress Energy.
Bayfront course — первая конфигурация

Первичная конфигурация для гонки Trans-Am 1985 года во многом похожа на ныне используемую. Начинаясь от Bayshore Drive, не отвлекаясь на взлётную полосу аэропорта, трасса проходила по пятому Юго-восточному проспекту, вокруг Bayfront Arena, завершаясь старт/финишной прямой к югу от автостоянки Bayfront Arena (в паркинге располагался паддок Гран-при). Далее старый трек проходил по Северо-восточной набережной, вплоть до 5-го Северо-восточного проспекта. Участок на 5-м проспекте был очень узок. Затем трасса проходила ниже на юг по Bayshore Drive Northeast, проходя мимо городской гавани.
Tropicana Field course

Вторая версия трассы — у Tropicana Field — располагалась в миле к западу от побережья. Кольцо использовало дороги по периметру стадионной парковки.
Bayfront course — вторая конфигурация

Самая первая конфигурация была чуть изменена — северный сегмент трассы был напротив завёрнут на Центральный проспект, вместо того, чтобы идти к причалу. Боксы, стартовая прямая и паддок были перенесены на территорию аэропорта.